# Venteuges

Venteuges este o comună în departamentul Haute-Loire, Franța. În 2009 avea o populație de 369 de locuitori.